# Vijesolići
Vijesolići – wieś w Bośni i Hercegowinie, w Federacji Bośni i Hercegowiny, w kantonie zenicko-dobojskim, w gminie Breza. W 2013 roku liczyła 557 mieszkańców, z czego większość stanowili Boszniacy.